# Meganthias natalensis
Meganthias natalensis, tên thông thường trong tiếng Anh là Gorgeous swallowtail, là một loài cá biển thuộc chi Meganthias trong họ Cá mú. Loài này được mô tả lần đầu tiên vào năm 1925.

## Phân bố và môi trường sống
M. natalensis có phạm vi phân bố rải rác ở Tây Nam Ấn Độ Dương. Loài cá này ban đầu được tìm thấy ở bờ biển phía đông Nam Phi, bao gồm Madagascar, Seychelles và Reunion, về sau được ghi nhận thêm tại Kenya và ngoài khơi Mozambique. M. natalensis sống xung quanh các rạn san hô và đá ngầm ở độ sâu khoảng 150 m trở lại.

## Mô tả
M. natalensis trưởng thành có chiều dài cơ thể lớn nhất đo được là 40 cm. Cơ thể có màu hồng tươi, trắng ở nửa thân dưới. Xung quanh mõm và trên nắp mang có các vệt sọc màu vàng tươi. Có một dải màu vàng dọc theo đường bên và kết thúc ở trên cuống đuôi. Vây lưng có màu hồng đậm; chóp gai có màu vàng. Những sợi tia vây vươn dài ở vây lưng có màu vàng. Vây hậu môn có một dải ở sát rìa. Thùy đuôi rất dài, có màu vàng. Vây bụng có màu vàng.
Số gai ở vây lưng: 10; Số tia vây mềm ở vây lưng: 17 - 19; Số gai ở vây hậu môn: 3; Số tia vây mềm ở vây hậu môn: 8 - 9; Số tia vây mềm ở vây ngực: 16 - 18; Số gai ở vây bụng: 1; Số tia vây mềm ở vây bụng: 5; Số vảy đường bên: 45 - 49.